# Леви (окръг, Флорида)
Вижте пояснителната страница за други значения на Леви.
Окръг Леви (на английски: Levy County) е окръг в щата Флорида, Съединени американски щати. Площта му е 3657 km², а населението - 34 450 души (2000). Административен център е град Бронсън.